# Germano Filho
Germano Pinho da Cruz Filho (Rio Grande, 22 de abril de 1930 — Rio de Janeiro, 26 de abril de 1995),  foi um ator brasileiro.
Começou a carreira no cinema em 1957, no filme de comédia brasileiro "Sherlock de Araque, dirigido por Victor Lima para a Herbert Richers.
Já na televisão, em 1963 fez parte do elenco de atores do programa Grande Teatro Murray, dirigido por Sérgio Britto, onde eram representados textos de renomados autores da literatura universal , e, em 1964, Germano Filho participou da novela "O Desconhecido", ambos trabalhos feitos para a TV Rio, do Rio de Janeiro. 
Se transformou em um dos atores coadjuvantes mais presente no cinema e na TV a partir daí. O ator fez nove filmes e participou de mais de 30 novelas e minisséries. No cinema, seus melhores papéis foram em "El Justicero", "O Menino e o Vento", "O Trapalhão na Ilha do Tesouro" e "O Coronel e o Lobisomem".
Morreu vitima de insuficiência respiratória.

## Carreira
Telenovelas, minisséries e seriados
| Ano  | Título                   | Papel                                  | Notas            |
| ---- | ------------------------ | -------------------------------------- | ---------------- |
| 1964 | Vitória                  | Álvaro Mourão                          |                  |
| 1964 | O Desconhecido           | Malvino                                |                  |
| 1968 | O Décimo Mandamento      | Vitório                                |                  |
| 1968 | O Santo Mestiço          | Coronel Eurípedes Pinto                |                  |
| 1968 | A Última Testemunha      | Gustavo                                |                  |
| 1968 | Ana                      | Raimundo                               |                  |
| 1969 | A Cabana do Pai Tomás    | Natanié                                |                  |
| 1970 | Simplesmente Maria       | —                                      |                  |
| 1971 | Minha Doce Namorada      | Chico                                  |                  |
| 1972 | Selva de Pedra           | Abud                                   |                  |
| 1973 | Cavalo de Aço            | Arsênio                                |                  |
| 1973 | Carinhoso                | Arquimedes                             |                  |
| 1974 | Fogo sobre Terra         | Quebra-Galho                           |                  |
| 1975 | O Noviço                 | Abade                                  |                  |
| 1975 | Gabriela                 | Seu Silva                              | Participação     |
| 1975 | Roque Santeiro           | Salustiano Duarte (Beato Salu)         | Versão censurada |
| 1975 | Pecado Capital           | Orestes Batista                        |                  |
| 1976 | Saramandaia              | Alcebíades                             |                  |
| 1977 | Sítio do Picapau Amarelo | Elias Turco                            | Participação     |
| 1978 | Sinal de Alerta          | Seu Loyola                             |                  |
| 1978 | Maria, Maria             | Oscar                                  |                  |
| 1979 | Feijão Maravilha         | Sombra (voz)                           |                  |
| 1980 | Marina                   | Aluísio Noronha                        |                  |
| 1980 | Coração Alado            | Padre Washington                       | Participação     |
| 1981 | O Amor É Nosso           | Belizário, vizinho de Roberto e Isabel | Participação     |
| 1981 | Terras do Sem-Fim        | Dr. Genaro                             |                  |
| 1982 | O Homem Proibido         | Delegado                               | Participação     |
| 1982 | Elas por Elas            | Amigo de Rubão                         | Participação     |
| 1983 | Voltei pra Você          | Seu Agildo                             |                  |
| 1984 | Partido Alto             | Jesus                                  |                  |
| 1985 | A Gata Comeu             | Vicente                                |                  |
| 1986 | Sinhá Moça               | Everaldo                               |                  |
| 1987 | O Outro                  | Padeiro                                | Participação     |
| 1987 | Bambolê                  | Manoel                                 |                  |
| 1989 | Tieta                    | Jarde                                  | Participação     |
| 1991 | Salomé                   | Jairo                                  |                  |
| 1993 | Mulheres de Areia        | Ataliba                                |                  |
| 1994 | Memorial de Maria Moura  | —                                      |                  |
| 1994 | Pátria Minha             | Prefeito de Itaporanga                 | Participação     |

No cinema
| Ano  | Título                             | Papel                 | Notas                     |
| ---- | ---------------------------------- | --------------------- | ------------------------- |
| 1957 | Sherlock de Araque                 | El Sordo              |                           |
| 1960 | O Palhaço o que é?                 | —                     |                           |
| 1964 | Crônica da Cidade Amada            | —                     | Segmento: "Mal-Entendido" |
| 1967 | El Justicero                       | —                     |                           |
| 1967 | O Menino e o Vento                 | Advogado de Roberto   |                           |
| 1969 | Golias Contra o Homem das Bolinhas | Comissário            |                           |
| 1973 | Caingangue                         | Lírio Branco de Jesus |                           |
| 1975 | O Trapalhão na Ilha do Tesouro     | Dr. Evaristo          |                           |
| 1979 | O Coronel e o Lobisomem            | Belchior              |                           |

No Teatro
| Ano  | Título                 | Papel             | Notas                    |
| ---- | ---------------------- | ----------------- | ------------------------ |
| 1955 | Pluft, o Fantasminha   | Tio Gerúndio      | Dir. Maria Clara Machado |
| 1955 | O Baile dos Ladrões    | Mordomo           | Dir. Geraldo Queiroz     |
| 1957 | O Embarque de Noé      | Noé               | Dir. Maria Clara Machado |
| 1958 | A Bruxinha Que Era Boa | Bruxo Belzebu lll | Dir. Maria Clara Machado |